# Київська фортеця (срібна монета)
«Київська фортеця» (срібна монета) — пам'ятна монета номіналом 5 гривень, випущена Національним банком України, присвячена Київській фортеці — одній із найбільших кам'яно-земляних фортець у світі, частина якої є Національним історико-архітектурним музеєм «Київська фортеця».
Монету введено в обіг 14 травня 2021 року. Вона належить до серії «Пам'ятки архітектури України».

## Опис та характеристики монети
| Номінал грн. | Метал           | Маса, грам | Діаметр, мм. | Якість виготовлення | Гурт                           | Тираж, штук |
| ------------ | --------------- | ---------- | ------------ | ------------------- | ------------------------------ | ----------- |
| 10           | срібло (Ag 925) | 31.1       | 38.6         | пруф                | гладкий із заглибленим написом | 3 000       |

### Аверс
На аверсі монети розміщено: у верхній половині на тлі стилізованої композиції у формі фрагменту аркового входу фортеці — малий Державний Герб України, під яким — напис УКРАЇНА; у нижній половині аверсу на дзеркальному тлі розташовано ключ, під яким написи — 10 ГРИВЕНЬ 2021.

### Реверс

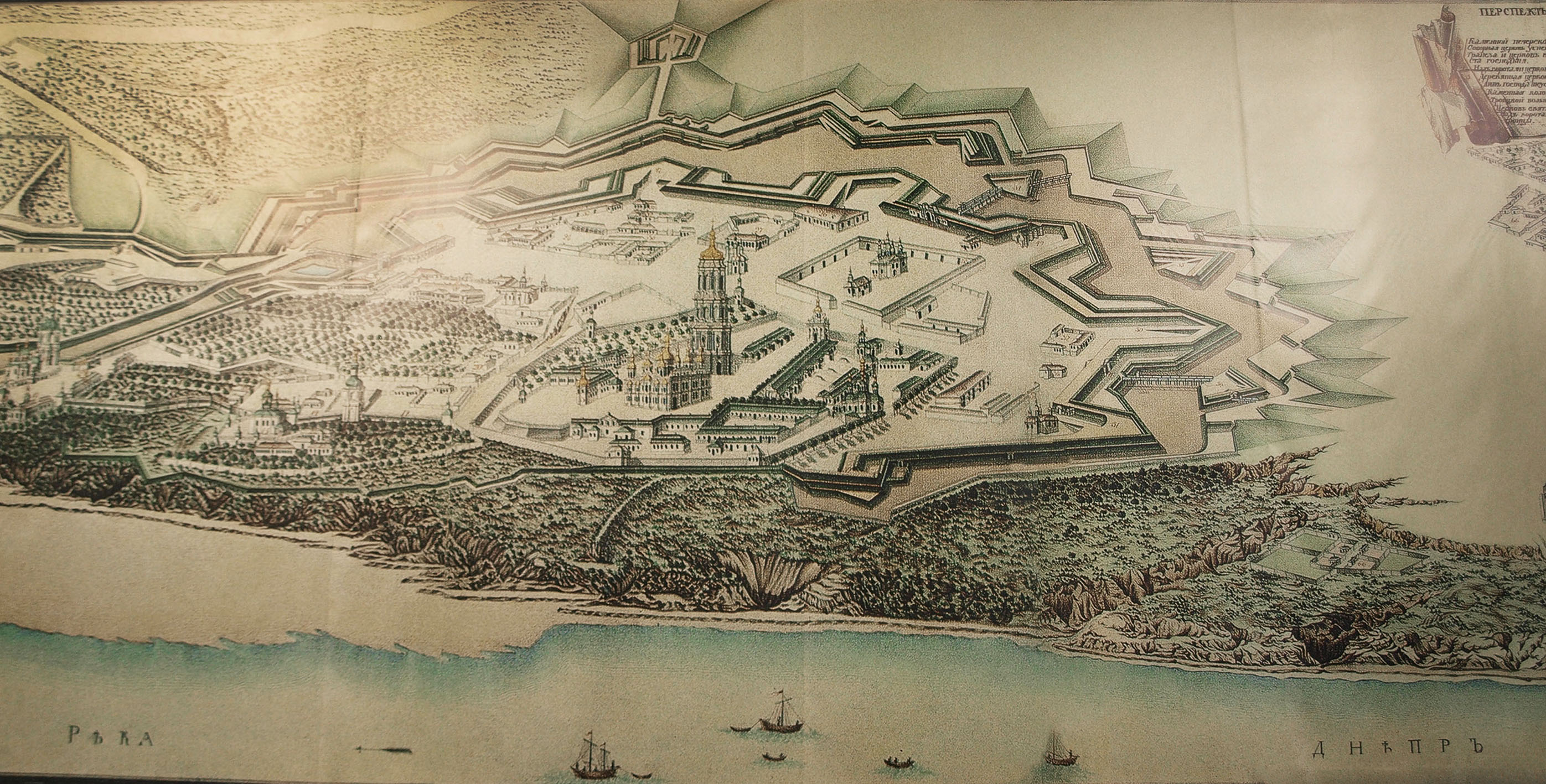
Перспектива Києво-Печерської фортеці, 1783

На реверсі монети зображено краєвид Київської фортеці з висоти зі схемою укріплень фортеці праворуч та написом унизу КИЇВСЬКА (на дзеркальному тлі), ФОРТЕЦЯ XVIII–XIX ст. (на тлі зубців фортечної стіни).

## Автори
- Художники: Таран Володимир, Харук Олександр, Харук Сергій.
- Скульптори: Атаманчук Володимир, Іваненко Святослав.[2]

## Вартість монети
Роздрібна ціна Національного банку України 1821 гривня.
Фактична приблизна вартість монети, з роками змінювалася так:
| Рік        | 2021  | 2022  | 2023  | 2024  | 2025  |
| ---------- | ----- | ----- | ----- | ----- | ----- |
| Ціна, грн. | 1 821 | 2 200 | 2 500 | 2 900 | 3 200 |